# Rhaphidophora mulmeinensis
Rhaphidophora mulmeinensis är en insektsart som beskrevs av Lucien Chopard 1916. Rhaphidophora mulmeinensis ingår i släktet Rhaphidophora och familjen grottvårtbitare. Inga underarter finns listade i Catalogue of Life.